# Damasonium
Genre
Classification phylogénétique
Damasonium est un genre de plantes herbacées monocotylédones de la famille des Alismataceae.

## Liste d'espèces
Selon BioLib (22 mai 2021) :
- Damasonium alisma Mill.
- Damasonium californicum Torr. ex Benth.
- Damasonium constrictum Juz.
- Damasonium minus (R. Br.) Buchenau
- Damasonium polyspermum Coss.